# Françoise d'Orléans (1902-1953)
Vous lisez un « bon article » labellisé en 2009.
Pour les articles homonymes, voir Françoise d'Orléans.
Françoise Isabelle Louise Marie d’Orléans (en grec moderne : Φραγκίσκη της Ορλεάνης / Frankíski tis Orleánes), princesse d'Orléans puis, par son mariage, princesse de Grèce et de Danemark, est née le 25 décembre 1902 à Paris et morte dans cette même ville le 25 février 1953. Mère de l’écrivain Michel de Grèce, c’est une descendante de Louis-Philippe Ier, roi des Français, et un membre de la famille royale hellène.
Françoise d’Orléans passe son enfance et son adolescence entre la France et le Maroc, où ses parents, le duc et la duchesse de Guise, s’installent à partir de 1910. Sur les domaines de Larache et de Maarif, la jeune fille mène une existence assez libre et participe fréquemment aux travaux agricoles à tel point que, durant la Première Guerre mondiale, elle aide sa mère à diriger l’exploitation familiale en l’absence du personnel européen. En 1921, un projet matrimonial voit le jour entre Françoise et le jeune roi Alexandre Ier de Yougoslavie mais le mariage ne se concrétise pas, malgré le soutien officieux du gouvernement français.
C’est seulement en 1929 que la jeune femme trouve un époux en la personne du prince Christophe de Grèce. Avec lui, elle s’installe en Italie où elle mène une existence oisive jusqu’à ce que le couple se retrouve ruiné. Désargentée, Françoise se voit alors dans l’obligation d’emprunter de l’argent à son père et de poser pour des photos publicitaires, ce qui n’est pas sans faire scandale. En 1940, le prince Christophe de Grèce trouve la mort et sa veuve choisit de quitter, avec son fils, l’Italie et son régime fasciste. Après avoir un moment pensé s’installer en Grèce, elle retourne vivre au Maroc, auprès de ses parents. Dans le protectorat nord-africain elle tente, comme elle le peut, de soutenir les Alliés. Puis, après la Seconde Guerre mondiale, la princesse s’installe en Espagne et enfin à Paris, où elle meurt des suites d'une dépression en 1953.

## Famille

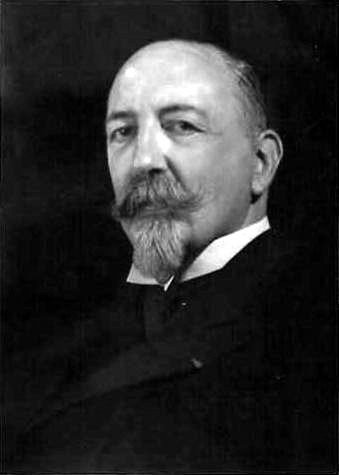
Le prince Jean d'Orléans, duc de Guise.

Françoise d'Orléans est la deuxième fille de Jean d'Orléans (1874-1940), duc de Guise et prétendant orléaniste au trône de France sous le nom de « Jean III », et de son épouse, la princesse française Isabelle d'Orléans (1878-1961). Par chacun de ses parents, Françoise est donc une arrière-arrière-petite-fille du roi des Français Louis-Philippe Ier (1773-1850).
La princesse est également la sœur d'un autre prétendant français, Henri d'Orléans (1908-1999), comte de Paris (le « Henri VI » des orléanistes), et la tante du prétendant suivant, Henri d'Orléans (1933-2019), comte de Paris et duc de France (le « Henri VII » des orléanistes).
Le 11 février 1929, la princesse Françoise épouse, à Palerme en Italie, le prince Christophe de Grèce et de Danemark (1889-1940). Christophe, dont c'est le second mariage, est le fils cadet du roi Georges Ier de Grèce (1845-1913) et de sa femme la grande-duchesse Olga Constantinovna de Russie (1851-1926). Par son père, il est le petit-fils du roi Christian IX de Danemark (1818-1906), surnommé le « beau-père de l'Europe », ce qui en fait le neveu ou le cousin de très nombreux monarques européens.
De cette union, qui est l'un des rares mariages mixtes de l'époque, naît un seul enfant :
- Michel de Grèce (1939-2024), prince de Grèce et de Danemark, qui épouse l'artiste grecque Marína Karélla (1940). Il s'agit là d'une union non conforme aux lois de sa maison qui prive le prince de tout droit de succession sur les couronnes de Grèce et de Danemark.

## Biographie

### Une enfance marocaine
Françoise d'Orléans naît en France dans le 8e arrondissement de Paris, à une époque où son père, le duc de Guise, n'est pas encore le chef de la maison d'Orléans et n'a donc pas à souffrir des conséquences de la loi d'exil, votée par le Parlement français en 1886. La princesse passe donc les premières années de son enfance au château familial des Orléans, au Nouvion-en-Thiérache. Cependant, en 1909, le duc et la duchesse de Guise décident de partir mener la vie de colons au Maroc et s'installent, l’année suivante, dans la petite ville de Larache avec leurs enfants. Dans la région, la famille achète sans difficulté des terres aux autorités chérifiennes et prend le pseudonyme d'Orliac, nom d’un tambour-major du duc d’Aumale,.

Carte du Maroc espagnol (Rif).

Dans le royaume nord-africain, Françoise et sa famille vivent dans des conditions spartiates. Pendant plusieurs années, leur résidence n’est en effet qu’un baraquement en torchis recouvert de tôle ondulée et il faut attendre 1918 pour que cette modeste bicoque laisse la place à une confortable villa dotée d’un plancher et de l’eau courante. Avant l’instauration du protectorat français, les Guise vivent par ailleurs dans une relative insécurité au Maroc : en 1911, une grande révolte berbère secoue en effet le pays et des dizaines d’Européens sont massacrés tandis que le sultan Moulay Abd al-Hafid est assiégé dans Fès. Les parents de Françoise choisissent alors de rester à Larache avec leurs enfants mais, par précaution, les membres de la famille dorment tout habillés, des fusils toujours à portée de main. En 1912, la France et l’Espagne se partagent finalement le pays et la demeure des Guise à Larache se retrouve dans le protectorat espagnol tandis que leur exploitation agricole de Maarif est intégrée à la zone française.
Avec la colonisation, le quotidien de Françoise et de sa famille devient plus facile et les Guise nouent des relations étroites avec le résident général français Hubert Lyautey comme avec les administrateurs espagnols du Rif. Les enfants princiers mènent désormais une vie assez libre sur la plantation familiale mais reçoivent cependant une éducation très stricte, dirigée par la duchesse de Guise elle-même. Cette dernière enseigne à sa progéniture l’anglais, qu’elle parle couramment puisqu’elle a passé son enfance en exil au Royaume-Uni, tandis qu’une préceptrice alsacienne leur apprend l’allemand et une institutrice italienne le toscan. Les enfants s’initient par ailleurs à l’espagnol, qui est la langue des colons de la région, et même à l’arabe, grâce au contact des indigènes. Sur ordre de leur mère, Françoise, son frère et ses sœurs doivent ainsi utiliser, chaque jour, une langue différente pendant leurs jeux.

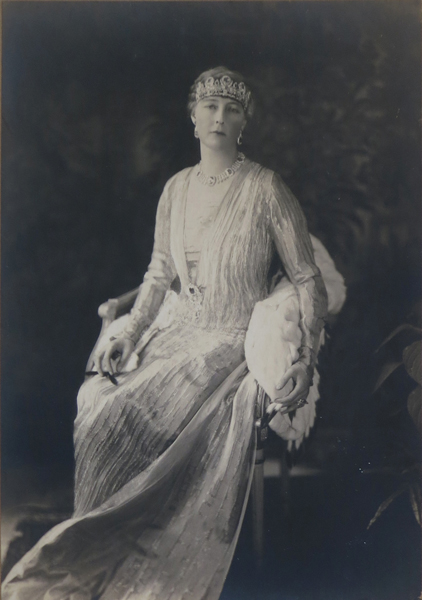
La duchesse de Guise en 1935.

La famille n'oublie pas pour autant ses racines françaises. Chaque été, les Guise et leur progéniture viennent passer leurs vacances dans l'hexagone et s’installent alors tantôt chez la duchesse de Chartres, au château de Saint-Firmin, tantôt chez la comtesse de Paris, au château de Randan. Il arrive cependant que le duc et la duchesse quittent le Maroc sans leurs enfants afin de rendre visite à leur nombreuse parentèle européenne. À ces occasions, la fratrie est chargée de gérer la plantation familiale et son éducation est alors quelque peu négligée. La princesse Françoise profite de son temps libre pour apprendre à monter à cheval et devient ainsi une excellente cavalière. Elle est d'ailleurs si douée pour l'équitation qu'elle devient, plus tard, la seule femme à recevoir l’autorisation de s’entraîner à l’école militaire romaine de cavalerie de Tor di Quinto.

### De la Grande Guerre à l’exil bruxellois
La duchesse de Guise et ses enfants sont en vacances à Randan lorsqu’éclate la Première Guerre mondiale, le 28 juillet 1914. Aussitôt, la princesse et sa progéniture s’empressent de rejoindre Jean d’Orléans, resté à Larache. Mais, à peine rentrés au Maroc, Françoise et sa famille repartent en métropole, où le duc de Guise tente sans succès de se faire admettre dans l’Armée française. Débouté de sa demande par le président Poincaré, le prince intègre finalement la Croix-Rouge tandis que son épouse et ses enfants travaillent quelque temps auprès de blessés dans le château de Randan, transformé en hôpital militaire.

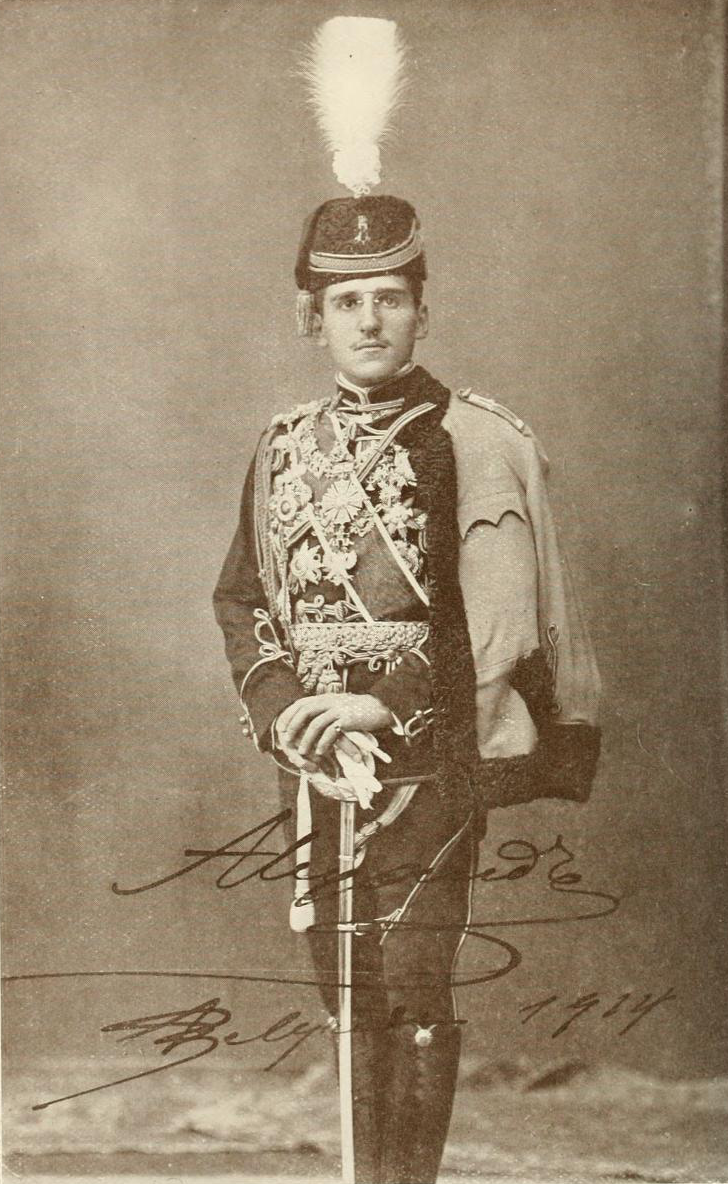
Le roi Alexandre Ier de Yougoslavie.

Après plusieurs mois, Françoise, sa mère et ses frère et sœurs regagnent le Maroc mais s’installent, cette fois, en zone française. À cette époque, les troupes espagnoles stationnées dans le Rif sont en effet fortement germanophiles et la famille préfère échapper à l’atmosphère anti-française qui règne dans la colonie. Pendant près de quatre ans, les Guise attendent donc la fin du conflit et le retour du prince Jean mais la famille ne reste pas inactive pour autant. La guerre ayant vidé la plantation de tout son personnel européen, la duchesse, aidée de ses deux filles aînées, Françoise et Isabelle, prend la direction des domaines marocains et la famille s’occupe elle-même d’un certain nombre de tâches agricoles.
La fin de la guerre ramène Jean d’Orléans au Maroc et les Guise retournent vivre à Larache, où les travaux sont enfin terminés dans la demeure familiale. Cependant, les Guise continuent à effectuer des séjours réguliers en France. Ainsi, en 1921, le duc, la duchesse et leurs enfants ont une entrevue secrète, à Randan, avec le roi Alexandre Ier de Yougoslavie, qui se cherche une épouse et souhaite demander Françoise en mariage. Mais, malgré l’accord du gouvernement français qui voit une telle alliance d’un bon œil, le projet matrimonial est un échec et le souverain s'unit finalement à la princesse Marie de Roumanie.
En 1923 et en 1927, les deux sœurs de la princesse Françoise, Isabelle et Anne, se marient tandis que son frère Henri quitte progressivement la demeure familiale pour poursuivre ses études. Entre-temps, le duc de Guise est devenu le chef des Orléans à la mort de son beau-frère, le prince Philippe, en 1926. Le nouveau prétendant a donc décidé de transférer sa résidence principale du Maroc à la Belgique, afin d’être plus facilement en contact avec les organisations monarchistes françaises. Malgré tout, Françoise et ses parents continuent à séjourner près de la moitié de l'année dans leurs domaines marocains.

### Princesse de Grèce

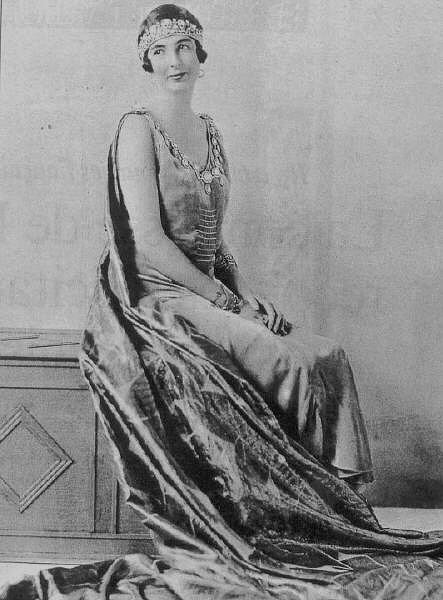
La princesse Françoise au début des années 1920.

Longtemps célibataire, Françoise rencontre, pour la première fois, son futur époux, lors du mariage de la princesse Mafalda d'Italie et du prince Philippe de Hesse-Cassel, en 1925, au palais Racconigi, près de Turin. Ce n'est cependant que quatre ans plus tard, en 1929, que Christophe de Grèce et Françoise d'Orléans commencent à se fréquenter. C'est en effet chez une tante de Françoise, la duchesse d'Aoste, que les deux jeunes gens font réellement connaissance. Rapidement séduit, le prince hellène cherche à se rapprocher de la jeune femme, qu'il commence à courtiser. De treize ans son aîné, l'homme est veuf d'une riche Américaine, Nancy Leeds, dont il a hérité une grande partie de la fortune. Il vit entre Rome et Palerme, en Italie, depuis le désastre de la guerre gréco-turque de 1919-1922, qui a causé l'exil de la plupart des membres de la famille royale hellène. Très grand et très chauve, le prince n'en est pas moins séduisant : son humour et ses dons artistiques viennent en effet combler les imperfections de son physique. Il est, par ailleurs, entouré d'une aura de mystère qui n'est pas sans rapport avec son goût pour l'occultisme.
Quelques semaines après ces événements, qui se déroulent au palais de Capodimonte, près de Naples, Françoise et Christophe décident de se fiancer. Cependant, leur différence de confession pose problème. Fille du prétendant orléaniste au trône de France, Françoise se doit d'obtenir l'autorisation du Vatican pour se marier avec un orthodoxe, considéré comme « schismatique ». Or, la papauté s'oppose longtemps au projet de mariage et des négociations épineuses doivent avoir lieu pour arriver à un accord. Finalement, le couple s'unit à la chapelle palatine du palais médiéval de Palerme, le jour de la signature des accords du Latran. Les témoins de Françoise sont ses cousins l'ex-roi Manuel II de Portugal et le duc des Pouilles tandis que ceux de Christophe sont son neveu le roi Georges II de Grèce et le prince de Piémont. La cérémonie, à laquelle participent les Oldenbourg de Grèce, les Orléans, les Savoie ainsi que d'autres membres du gotha européen, comme le prince Knud de Danemark, se déroule dans la liesse.

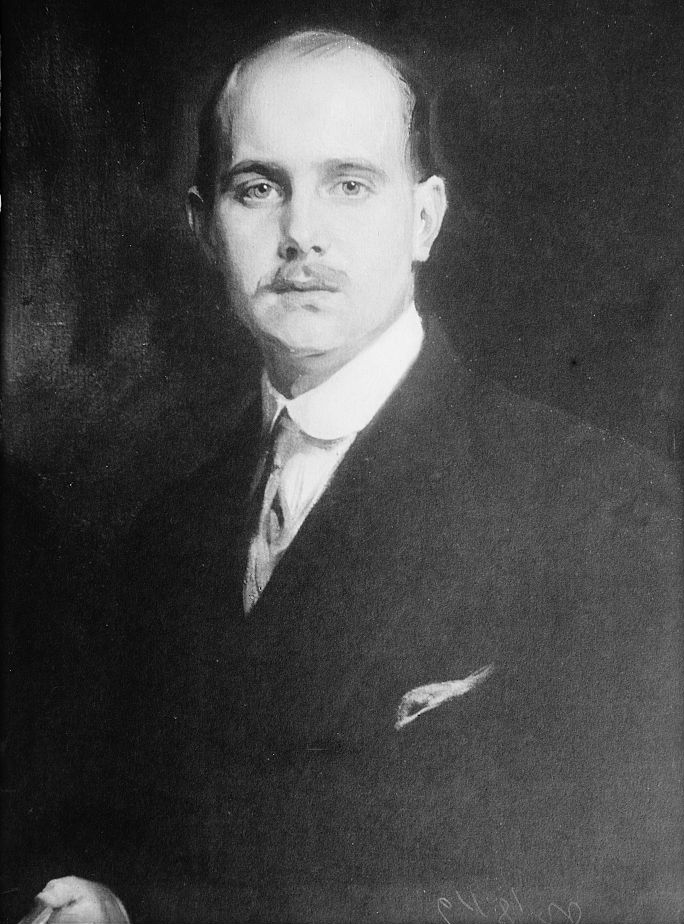
Le prince Christophe de Grèce et de Danemark.

Après leur voyage de noces, les deux époux s'installent à la Villa Anastasia, située dans la Via dei Tre Orologi, à Rome. Le couple mène alors, pendant quelque temps, une existence oisive de princes dont les obligations officielles sont presque nulles. Ils reçoivent beaucoup et sont également très proches de la famille royale italienne, et particulièrement de la branche d'Aoste,. Cependant, des difficultés économiques ne tardent pas à assombrir la vie du jeune couple. L'administrateur de la fortune du prince s'enfuit en effet avec son argent et Françoise et son époux se retrouvent ruinés. Pour survivre, le couple réduit considérablement son train de vie. Il quitte définitivement la Villa Anastasia et s'installe à l'hôtel Excelsior de Rome. Son mari ne lui étant d'aucun secours pour faire vivre la famille, Françoise d'Orléans doit se résoudre à emprunter de l’argent à son père et pose même pour des photos publicitaires, ce qui est, à l'époque, considéré comme vraiment scandaleux dans son milieu.
Cependant, en dépit de leurs difficultés économiques, Christophe et Françoise font leur possible pour tenir leur rang. En novembre 1936, ils participent, avec les autres membres de la famille royale hellène, aux cérémonies qui président à la restauration de la monarchie en Grèce. À cette occasion, les cendres de la reine Olga, du roi Constantin Ier et de la reine Sophie, tous morts en exil en Italie, sont rapatriées à la nécropole royale de Tatoï sur ordre de Georges II. Quelque temps après, en 1938, le couple retourne à nouveau en Grèce, à l'occasion du mariage du futur Paul Ier avec la princesse Frederika de Hanovre.
En 1939, naît, dans la capitale italienne, le petit Michel de Grèce, fils unique de Françoise et Christophe. Pour le couple princier, cette naissance constitue un grand moment de joie. Pourtant, cette fois encore, le bonheur ne dure guère et une autre catastrophe vient frapper la princesse. Au début de la Seconde Guerre mondiale, en 1940, son époux part à Athènes pour s'entretenir avec son neveu le roi Georges II des événements qui secouent l'Europe. Pendant son voyage, Christophe contracte un abcès au poumon qui l'emporte en quelques semaines. Prévenue de sa maladie, Françoise d'Orléans tente de gagner la capitale hellène mais n'arrive qu'après le décès de son mari. En compagnie de son frère, le comte de Paris, et de plusieurs membres de la famille royale grecque, elle assiste donc, impuissante, à l'enterrement de son époux à Tatoï.

### Veuve et exilée
Veuve et plus que jamais désargentée, la princesse Françoise cherche de nouveaux moyens pour subvenir aux besoins de sa famille. De passage à Paris, elle vend chez Guillomet la parure de turquoises qu'elle a reçue en héritage de sa belle-mère, la reine Olga de Grèce, le jour de son mariage avec Christophe. Surtout, elle décide de quitter l'Italie et son régime fasciste. Dans un premier temps, elle envisage de s’installer à Athènes afin de faire de son fils un prince grec, comme le désirait ardemment son époux. Cependant, le roi Georges II l'avertit que la guerre avec l'Italie est proche et qu'il vaut mieux qu'elle cherche un autre refuge. Françoise décide alors de rejoindre sa propre famille au Maroc.

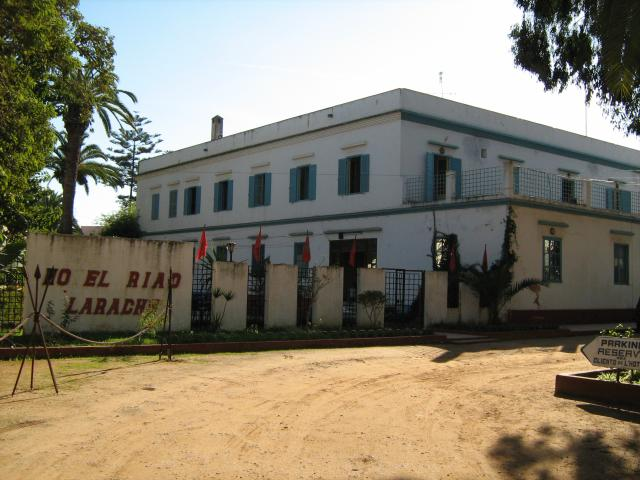
La résidence des Guise à Larache (2005).

Dans la villa de Larache, Françoise retrouve ses parents, sa sœur Isabelle et les enfants de celle-ci. Peu de temps après, le comte de Paris puis sa famille les rejoignent également. Mais, à peine arrivée dans le protectorat espagnol, un nouveau deuil frappe la princesse Françoise. Atteint d'un anthrax staphylococcique et meurtri par la défaite française face à l'Allemagne nazie, le duc de Guise trouve en effet la mort le 25 août 1940.
Le sort de la France est une autre source de préoccupations pour la princesse. Alors que plusieurs membres de la maison d'Orléans placent leur confiance dans le maréchal Pétain, la jeune femme est persuadée que seul le général de Gaulle peut sauver le pays. Il faut dire que Françoise est résolument anti-fasciste depuis son séjour italien et qu’elle n’a donc aucune confiance dans le régime mis en place à Vichy. Au sein de la famille d'Orléans, les divisions politiques sont donc si fortes que Françoise finit par quitter Larache et part s'installer à Tanger avec son fils. Dans la ville internationale, la princesse, toujours aussi désargentée, tente comme elle le peut d'aider les Britanniques. Au bout de quelques mois cependant, elle se réconcilie avec sa famille et retourne vivre dans le palais de sa mère.
À l'automne 1944, la duchesse de Guise fait toutefois savoir à ses enfants que ses revenus ne lui permettent plus de les héberger et les prie donc de quitter sa résidence. Françoise d'Orléans décide alors de s'établir avec son fils à l'hôtel Miramar de Malaga, en Espagne. La vie dans le pays de Franco n'est guère brillante mais les finances de la princesse se raffermissent après la guerre. Elle touche en effet l'héritage de son père et liquide les dernières propriétés de son mari à Palerme et à Rome.

### Retour en France

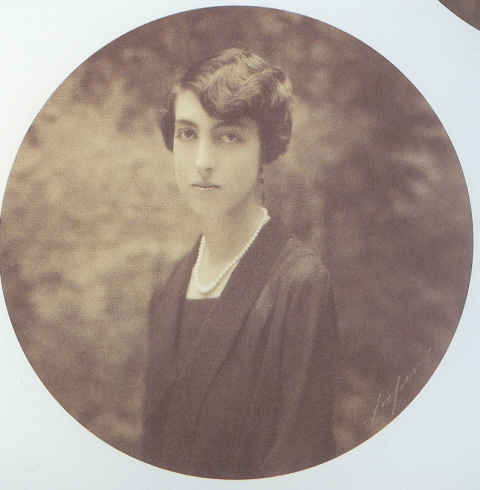
Isabelle d'Orléans, sœur préférée de la princesse Françoise.

En 1948, Françoise d'Orléans décide finalement de quitter l'Andalousie. Les portes de la Grèce lui sont toujours fermées du fait de la guerre civile qui ravage le pays et le gouvernement britannique refuse de la laisser s'installer en Angleterre. La princesse de Grèce et son fils partent donc pour Paris, où ils sont reçus par Isabelle d'Orléans et son deuxième mari, le prince Pierre Murat. Chez sa sœur, la princesse se referme sur elle-même et limite au maximum ses contacts avec l'extérieur. Peu à peu, elle développe une sorte de dépression et finit par mourir en 1953.
Ses funérailles ont lieu à la chapelle Saint-Louis de Dreux en présence de nombreux membres du gotha européen (Bragance, Karadjordjevitch, Savoie, Orléans et Grèce) mais son corps est transféré, quelques semaines plus tard, au mausolée royal du palais de Tatoï, en Grèce,. Devenu orphelin, le jeune Michel de Grèce, âgé d'à peine 14 ans, est alors placé sous la responsabilité de son oncle maternel, le comte de Paris.

## Titulature et décorations

### Titulature
Les titres portés par les membres de la maison d’Orléans nés après la fin de la monarchie de Juillet, n’ont pas d’existence juridique en France et sont considérés comme des titres de courtoisie. Ils sont attribués par l'aîné des Orléans, prétendant orléaniste au trône de France.
Françoise d’Orléans porte successivement les titres de :
- 25 décembre 1902 – 28 mars 1926 : Son Altesse Royale la princesse Françoise d’Orléans ;
- 28 mars 1926 – 11 février 1929 : Son Altesse Royale la princesse Françoise de France, fille de France ;
- 11 février 1929 – 25 février 1953 : Son Altesse Royale la princesse Françoise de Grèce, princesse de Grèce et de Danemark.

En 1926, la mort sans descendance du fils aîné du comte de Paris, le prince Philippe, duc d’Orléans, fait du père de la princesse Françoise le chef de la maison d’Orléans et, selon les orléanistes, le chef de la maison de France. Étant auparavant issue d’une branche cadette de la maison, Françoise était simplement titrée princesse d’Orléans, mais lorsque son père Jean en devient l’aîné, sa titulature se trouve transformée selon les règles orléanistes ; les titres de princesse de France et de fille de France (en tant que fille du prétendant orléaniste au trône de France) lui sont alors octroyés.
Par son mariage avec le prince Christophe de Grèce, Françoise est aussi titrée princesse de Grèce et de Danemark, selon la titulature traditionnelle des princes de la monarchie hellène.

### Décorations dynastiques
- Dame de l'ordre de la Croix étoilée (Autriche-Hongrie).
- Dame de première classe de l'ordre de Sainte-Élisabeth (Bavière).
- Dame de première classe de l'ordre des Saintes-Olga-et-Sophie (Grèce).

### Sur Françoise et Christophe
- (en) Ilana D. Miller et Arturo E. Beéche, « Chapter XXII- The Wedding of Prince Christopher of Greece & Princess Françoise of France - Palermo, Sicily, 11 February 1929 », dans Royal Gatherings : 1914-1939, vol. II, Eurohistory, 2015 (ISBN 9780985460389), p. 143 et sq..

### Sur Françoise et la maison d'Orléans
- Henri, comte de Paris et Michel de Grèce (textes), Mon album de famille, Paris, Perrin, 1996, 199 p. (ISBN 2-262-01237-7).
- Isabelle, comtesse de Paris, Tout m'est bonheur, t. 1, Paris, R. Laffont, coll. « Vécu », 1978, 440 p. (ISBN 2-221-00107-9).
- Isabelle, comtesse de Paris, Tout m'est bonheur : Les chemins creux, t. 2, Paris, R. Laffont, coll. « Vécu », 1981, 274 p. (ISBN 2-221-00817-0).
- Michel de Grèce, Mémoires insolites, Paris, XO éd., 2004, 233 p. (ISBN 2-84563-186-3).
- Philippe de Montjouvent, Le comte de Paris et sa descendance, Charenton, Éd. du Chaney, 1998, 478 p. (ISBN 2-913211-00-3), p. 307-324.
- Georges Poisson, Les Orléans : une famille en quête d’un trône, Paris, Éditions Perrin, 1999, 406 p. (ISBN 2-262-01583-X).

### Sur Françoise et la famille royale de Grèce
- (fr) Christophe de Grèce (trad. Henri Delgove), Le Monde et les cours : mémoires de S.A.R. le prince Christophe de Grèce, Paris, Plon, 1939, 310 p. (BNF 31945828).
- (es) Ricardo Mateos Sáinz de Medrano, La familia de la reina Sofía : la dinastía griega, la Casa de Hannover y los reales primos de Europa, Madrid, La Esfera de los Libros, 2004, 573 p. (ISBN 84-9734-195-3).

### Généalogie dynastique
- (fr) Chantal de Badts de Cugnac et Guy Coutant de Saisseval, « Maison de France », dans Le Petit Gotha, Paris, Éditions Le Petit Gotha, coll. « Petit Gotha », 2002 (1re éd. 1993), 989 p. (ISBN 2-9507974-3-1), p. 447 et seq..